# Piedra Alta
La Piedra Alta és una formació rocosa als afores de la ciutat de Florida (Uruguai), sobre la vora del riu Santa Lucía Chico.
En aquest lloc, el 25 d'agost de 1825 es va declarar la independència de l'Uruguai, un cop celebrat el Congrés de la Florida. Actualment, es troba envoltada per prats. Aquest accident geogràfic, de gran importància històrica per ser l'escenari de la declaració d'independència uruguaiana, li ha merescut a Florida el nom de l'"Altar de la Pàtria."